# Паула Джонс
Паула Корбін Джонс (народжена Паула Розалі Корбін; нар. 17 вересня 1966) — американська державна службовиця. Колишня державна службовиця Арканзасу Джонс подала до суду на президента США Білла Клінтона за сексуальні домагання в 1994 році. У першому позові Джонс посилалась на Клінтона за сексуальні домагання в готелі Excelsior у Літл-Року, штат Арканзас, 8 травня 1991 року. Після серії цивільних позовів та апеляцій через Окружний суд США та Апеляційний суд США з травня 1994 року по січень 1996 року Clinton v. Зрештою 27 травня 1997 року Джонс дійшов до Верховного суду Сполучених Штатів. Згодом справу було врегульовано федеральним апеляційним судом 13 листопада 1998 року.
Справа Паули Джонс стала поштовхом для незалежного радника Кена Старра розширити поточне розслідування фінансових угод Клінтона з компанією Whitewater Land до президентства та подальшого розгортання скандалу Клінтон — Левінскі, що призвело до вчинення Клінтону імпічменту у Палаті представників і подальшого його виправдання Сенатом 12 лютого 1999 року. Зокрема, Клінтона запитали під присягою про Моніку Левінські у справі Джонс, він заперечив, що коли-нибудь мав з нею сексуальні стосунки, і був звинувачений в неправдивих свідченнях після того, як було виявлено докази сексуального контакту. Позов Джонс також призвів до знакового правового прецеденту Верховним судом США, який постановив, що чинний президент США не звільняється від цивільного позову за дії, вчинені поза державною посадою.

## Подальше читання
- Клінтон, Білл (2005). моє життя Вінтаж.ISBN 1-4000-3003-X .